# Санто-Стефано-Квисквина
Санто-Стефано-Квисквина (итал. Santo Stefano Quisquina) — коммуна в Италии, располагается в регионе Сицилия, подчиняется административному центру Агридженто.
Население составляет 5397 человек, плотность населения составляет 63 чел./км². Занимает площадь 85 км². Почтовый индекс — 92020. Телефонный код — 0922.
Покровителем населённого пункта считается святая Розалия.

## Известные жители и уроженцы
- Джачинто Ансалоне (1598—1634) - католический святой.